# Kisch-See
Der Kisch-See (lettisch: Ķīšezers) ist ein großer See nordöstlich der lettischen Hauptstadt Riga.
Frühere Bezeichnungen waren auf Deutsch Stintsee und auf Lettisch Ropažu ezers. Das Wasser des Sees floss ursprünglich über die Langa in die Gauja. Im 13. Jahrhundert wurde der heutige Abfluss in die Düna von Zisterziensermönchen zum Betrieb einer Mühle gegraben. Der Wasserspiegel des Sees ist normalerweise niedriger als der Meeresspiegel. Bei Westwind und Flut strömt manchmal Salzwasser aus dem Rigaer Meerbusen in den See. Der Hauptzufluss ist die Jugla. Die 3 Inseln des Sees sind zusammen 8 Hektar groß. Es sind sowohl flache als auch steile Uferabschnitte vorhanden.
Im See sind 11 Fischarten konstatiert. An der Westküste befindet sich der Rigaer Zoologische Garten. Der See ist zusammen mit dem benachbarten Jugla-See ein beliebtes Naherholungsgebiet für die Rigaer Bevölkerung.